# 多羽瘤蕨
多羽瘤蕨（学名：Phymatosorus longissimus）为水龙骨科瘤蕨属下的一个种。

## 扩展阅读
維基物種上的相關：多羽瘤蕨